# Ian Burns
Ian Burns (* 11. März 1985 in Preston) ist ein englischer Snookerspieler. Seit 2012 gehört er ununterbrochen der Profitour an.

## Karriere

### Amateurjahre und Qualifikation für die Profitour
Ian Burns begann mit 11 Jahren mit dem Snookerspielen und schaffte bereits ein Jahr später sein erstes Century-Break. Zuerst ging er einer regulären Arbeit nach, von 2006 bis 2010 nahm er aber an den Turnieren der Pontin’s International Open Series teil, um den Sprung zu den Profis auf die Main Tour zu schaffen, und gab dafür mit 22 Jahren auch seinen Beruf auf. Sein bestes Ergebnis bei einem Einzelturnier erzielte er beim achten Turnier der letzten PIOS-Saison 2009/10. Er scheiterte erst im Halbfinale gegen Jack Lisowski. In derselben Saison erzielte er mit dem 24. Platz der Gesamtrangliste auch sein bestes Saisonergebnis. Daneben spielte er auch die Pontins Pro-Am-Turniere und erreichte als bestes Ergebnis 2008 das Viertelfinale im Grand Final.
In der Saison 2010/11 löste die Q School mit drei aufeinander folgenden Turnieren die 8-teilige PIOS-Serie als Qualifikation für Amateure ab: Burns scheiterte 2011 zweimal erst im Halbfinale (gegen Stuart Carrington bzw. Chen Zhe) seiner Gruppe. 2012 gewann er gleich im ersten Turnier seine Gruppe, obwohl er es nur mit Spielern zu tun hatte, die bereits Profierfahrung hatten. Er besiegte nacheinander Adrian Gunnell, Nick Dyson, Daniel Wells und im Entscheidungsspiel Rod Lawler mit 4:3. So erhielt er ein 2-Jahres-Tourticket für die Saisons 2012/13 und 2013/14.

### Bester neuer Spieler und knapper Tourverbleib
In den beiden vorhergehenden Jahren hatte Burns bereits an der Players Tour Championship teilgenommen, die zur Snooker Main Tour gehörte, aber für Amateure offen war. In beiden Spielzeiten hatte er zweimal die Runde der letzten 32 erreicht und dabei u. a. Spieler wie James Wattana oder Rory McLeod bezwungen. In seiner ersten Profisaison hatte er bei den PTC-Turnieren seine erfolgreichsten Auftritte. Bei der Kay Suzanne Memorial Trophy und bei den Munich Open erreichte er jeweils das Achtelfinale und bei den Scottish Open sogar das Viertelfinale. Viele Punkte für die Weltrangliste sammelte er aber vor allem durch das Erreichen der vierten Qualifikationsrunde bei der UK Championship und dem Einzug in die Finalrunde beim World Open in Haikou. Dabei schlug er auch schon Top-16-Spieler wie Ricky Walden und Graeme Dott und ordnete sich selbst nach einem Jahr auf Platz 68 ein. Die Saisonleistung brachte ihm bei den WPBSA Awards die Auszeichnung als „Rookie of the Year“, also als bester Tourneuling.
Burns, der sich die Dienste des ebenfalls in Preston geborenen Ex-Profis Ian McCulloch als Trainer und Manager gesichert hatte, startete hoffnungsvoll ins zweite Jahr. Er erreichte erneut ein PTC-Viertelfinale, diesmal beim Kay Suzanne Cup, und zweimal die dritte Runde. Bei den großen Turnieren war allerdings das Erreichen der Finalrunde bei den Australian Open das einzige herausragende Ergebnis. Damit genügte selbst das Erreichen der dritten Qualifikationsrunde bei der Weltmeisterschaft am Saisonende nicht für einen Platz unter den Top 64. Allerdings erreichte er eine gute Platzierung in der PTC-Gesamtwertung, weshalb sein Profistatus am Saisonende erneuert wurde.

### Platzierung in den Top 64
In der Saison 2014/15 verpasste er durch eine knappe 4:5-Niederlage gegen Mark Joyce die Hauptrunde des Australian Goldfields Open. Ein Sieg über Dominic Dale brachte ihn bei der International Championship ins Hauptturnier und ein Sieg über Craig Steadman erstmals in das Achtelfinale eines vollwertigen Ranglistenturniers. Es waren die beiden Höhepunkte einer Saison mit vielen Auftaktniederlagen und schwachen Ergebnissen auch auf der Players Tour Championship. Saison 2015/16 brauchte er also noch viele Punkte und erneut war er bereits zu Beginn bei den Australian Open erfolgreich, wo das zweite Achtelfinale nach einem Sieg über Xiao Guodong folgte. Beim Paul Hunter Classic folgte anschließend sein drittes PTC-Viertelfinale. Nach ein paar durchwachsenen Ergebnissen besiegte er beim German Masters mit John Higgins erstmals einen Top-16-Spieler und kam in Runde 3. Nachdem er bei den China Open erneut die Hauptrunde erreicht hatte, stand er erstmals unter den Top 64 und mit dem Erreichen der dritten Qualifikationsrunde der Weltmeisterschaft sicherte er Platz 62 ab und verlängerte damit automatisch seinen Profistatus.
Im Jahr darauf hatte er aber Probleme sich zu halten, nachdem auch die PTC-Spiele endgültig weggefallen waren. Er gewann zwar häufig seine Auftaktspiele, aber nur bei den Welsh Open 2017 gelangen ihm auch einmal zwei Siege in Folge, einer davon gegen Stephen Maguire. Als er nach dem Erstrundensieg bei den China Open mit Platz 60 seine Höchstplatzierung in der Weltrangliste erreicht hatte, schien er es schon fast geschafft zu haben. Doch die 7:10-Niederlage gegen Ian Preece bei der WM warf ihn um 6 Plätze zurück und damit aus der Profitour. Doch er hatte Glück, trotz der mageren Ausbeute belegte er immer noch Platz 8 in der Ein-Jahres-Rangliste der Spieler, die sich nicht qualifizieren konnten. Und damit langte es gerade noch für eine neue 2-Jahres-Tourcard.

### Indirekte Tourverlängerung und Neustart über die Q School
Die Saison 2017/18 begann mit einem 5:3-Sieg über den Weltranglisten-12. Liang Wenbo bei der China Championship. Beim Paul Hunter Classic gewann er gegen die Nummer 11, Kyren Wilson mit 4:3 und stand damit schon im Viertelfinale. Da das PHC in diesem Jahr aufgewertet worden war, war das sein bis dahin bestes Ranglistenergebnis. Er bestätigte diese Leistung, indem er bei den Welsh Open ein zweites Viertelfinale folgen ließ. Dabei schlug er auch den Topspieler Neil Robertson, der sich allerdings in einer schwächeren Karrierephase befand. Allerdings ließ Burns durch viele Auftaktniederlagen auch viele Punkte liegen und verpasste es, sich eine gute Basis für das zweite Jahr zu legen. 2018/19 begann er immerhin auf Platz 73, aber bei den ersten 6 Turnieren, gewann er nur 3 Spiele. Bei der International Championship besiegte er erneut Liang und kam zumindest in Runde 3. In der Home Nations Series hatte er dann seine beiden größten Saisonerfolge: Bei den Scottish Open und bei den Welsh Open kam er jeweils ins Achtelfinale. In Wales besiegte er außerdem nicht nur Liang zum dritten Mal, sondern gewann auch gegen den Weltranglisten-6. Mark Allen. Für die Rangliste brachten die beiden kleineren Turniere aber wenig und so wiederholte sich das Ergebnis von zwei Jahren zuvor: Als Nummer 70 reichte es nicht für den Tourerhalt, aber über die Ein-Jahres-Rangliste bekam er zwei weitere Jahre als Profi.
Obwohl 2019/20 keine großen Ergebnisse zu verzeichnen waren, war es trotzdem eine erfolgreiche Spielzeit. Nach einem schwachen Start gewann Burns bei den wichtigen Turnieren immer mindestens eine Runde und sammelte regelmäßig Punkte. Außerdem erreichte er zum zweiten Mal in seiner Karriere die letzte Qualifikationsrunde bei der Weltmeisterschaft. Auch wenn er das Spiel um den Einzug ins Crucible Theatre gegen Mark King nach 6:3-Führung enttäuschend mit 6:10 verlor, stand er zu Beginn des zweiten Jahres auf Platz 65. Doch in der Corona-Saison 2020/21 kam er gar nicht zurecht. Nur bei zwei kleineren Turnieren gewann er sein Auftaktspiel. In die WST Pro Series mit seinen Gruppenphasen startete er zwar mit 4 Siegen, unter anderem gegen David Gilbert und Martin Gould, vergab dann aber in den restlichen 3 Spielen die Chance zum Weiterkommen. Am Ende blieb ihm für die notwendigen Punkte nur noch die Weltmeisterschaft, ein Sieg gegen Simon Lichtenberg reichte aber nur für Platz 65. Damit verpasste er ganz knapp den Tourerhalt und diesmal half ihm auch keine andere Wertung weiter. Nach 9 Jahren musste er wieder in die Q School, um wieder ein Profiticket zu bekommen. Bereits beim ersten Turnier erspielte er sich die Chance gegen starke Gegner, das Entscheidungsspiel verlor er aber mit 2:4 gegen Peter Lines. Im dritten Turnier kam er wieder ins Gruppenfinale und gewann dann klar mit 4:1 gegen den jungen Amateur Mark Lloyd.
2021/22 begann mit zwei Siegen bei den ersten beiden Turnieren, dann folgte aber eine lange Durststrecke. Runde 3 beim Shoot-Out als bestes Ergebnis brachte für die Rangliste wenig und so startete er mit geringen Aussichten ins zweite Jahr. Diesmal konnte er nach einem ordentlichen Auftakt seine Form aufrechterhalten. Bei der UK Championship überstand er endlich einmal wieder 3 Runden. Doch weitere Erfolge blieben aus und bei der Weltmeisterschaft kämpfte er sich mühsam mit 10:9 in die zweite Runde. Damit punktete er zwar bei den wichtigsten Turnieren, kam aber über Platz 74 nicht hinaus. Es hätte auch für die Ein-Jahres-Liste nicht gereicht, weil aber gegen mehrere Spieler Ausschlussverfahren liefen, wurden die Qualifikationsplätze erweitert. Burns rückte doch noch auf einen der vier Tourplätze auf und konnte seinen Profistatus bis 2025 behaupten. Die Saison 2023/24 hatte einen ähnlichen Verlauf wie die Vorsaison. Bei der UK Championship kam er sogar unter die Letzten 48 und verpasste nur knapp mit 5:6 gegen Zhou Yuelong die Hauptrunde. Bei der WM überstand er zwei Qualifikationsrunden. Eine Handvoll weiterer Siege fiel dagegen weniger ins Gewicht. Platz 73 zu Beginn des zweiten Jahres waren eine gute Ausgangsposition, aber nach einem guten Start in der Championship League folgten längere sieglose Phasen. Das Aus in Runde 2 bei der UK Championship wurde durch einzelne Erfolge bei den Home-Nations-Turnieren kaum wettgemacht. Zusätzliche Punkte fehlten und so fiel er zurück und hätte bei der WM schon ein herausragendes Ergebnis für den Tourverbleib benötigt. Gegen Mink Nutcharut und Alfie Burden gelangen ihm zwar zwei klare Siege, Ali Carter in Runde 3 war aber zu stark für ihn und auf Platz 82 liegend schied er ein weiteres Mal aus der Tour aus.
Erneut musste Burns danach in die Q School und wie bereits zweimal zuvor gelang ihm die Qualifikation. In Turnier 2 erreichte er das Entscheidungsspiel und setzte sich gegen den ebenfalls gerade erst relegierten Andrew Pagett mit 4:1 durch. Damit konnte er in sein 14. Profijahr starten.

## Erfolge
Ranglistenturniere
- Viertelfinale: Paul Hunter Classic (2017), Welsh Open (2018)
- Achtelfinale: International Championship (2014), Australian Open (2015), Scottish Open (2018), Welsh Open (2019)

Minor-Ranking-Turniere
- Viertelfinale: Scottish Open (2012), Kay Suzanne Memorial Cup (2013), Paul Hunter Classic (2015)

Qualifikation für die Profitour
- Q School (2012 – Turnier 2, 2021 – Turnier 3, 2025 – Turnier 2)